# Giannīs Iōannou
Giannīs Iōannou (in greco Γιάννης Ιωάννου?; Antikyra, 9 aprile 1984) è un ex calciatore greco, di ruolo difensore.

## Carriera
Il 7 gennaio 2016 viene acquistato dalla squadra greca del Kerkyra.